# 러브 퀵
《러브 퀵》(영어: Overnight Delivery)은 1998년에 발표된 미국의 로맨틱 코미디 비디오 영화이다. 제이슨 블룸 감독이 연출했으며, 마크 서대카, 스티븐 블룸이 공동 각본을 썼다. 폴 러드와 리스 위더스푼이 충동적으로 보낸 우편물을 도착 전에 회수하기 위해 함께 길을 떠나는 대학생과 스트리퍼를 연기하였다.

## 줄거리
와이엇(폴 러드 분)은 여자친구인 킴벌리(크리스틴 테일러 분)와 서로 다른 대학에 다니며 장거리 연애 중이다.
혼자만의 상상으로 킴벌리를 의심하게 된 와이엇은 스트립 클럽에서 만난 스트리퍼 아이비(리스 위더스푼 분)에게 모든 고민을 털어 놓는다. 아이비의 제안을 받아들인 와이엇은 화를 내는 내용의 편지와 상반신을 탈의한 두 사람의 사진을 킴벌리의 기숙사에 보낸다.
하지만 편지를 보낸 것은 큰 실수로, 킴벌리는 전혀 그런 일이 없었다. 이에 와이엇과 아이비는 킴벌리의 기숙사에 편지가 도착하지 못하게 막기 위해 함께 길을 떠난다. 두 사람은 킴벌리가 다니는 멤피스 대학교로 향하는 과정에서 미친 배달부와 납치를 시도하는 연쇄 살인범을 만나는 한편 서로에게 사랑을 느끼게 된다.

## 출연
- 폴 러드 - 와이엇 트립스 역
- 리스 위더스푼 - 아이비 밀러 역
- 크리스틴 테일러 - 킴벌리 "킴" 재즈니 역
- 래리 드레이크 - 핼 입스위치 역
- 세라 실버먼 - 투랜 역
- 토빈 벨 - 존 드웨인 비즐리 / 킬러 비즈 역

## 제작
조이 로런 애덤스가 영화 《체이싱 아미》(1997)를 포기하고 아이비 역을 맡으려 했으나 배역은 리스 위더스푼에게 돌아갔다.
촬영은 대개 미니애폴리스와 세인트폴에서 촬영됐으며, 세인트토머스 대학교가 멤피스 대학교로 연출되었다. 아이비가 와이엇을 따라 여행을 가는 장면에 공항이 나오는데, 공항이 아니라 미니애폴리스 컨벤션 센터에서 촬영됐다.